# لکه (رنگ)

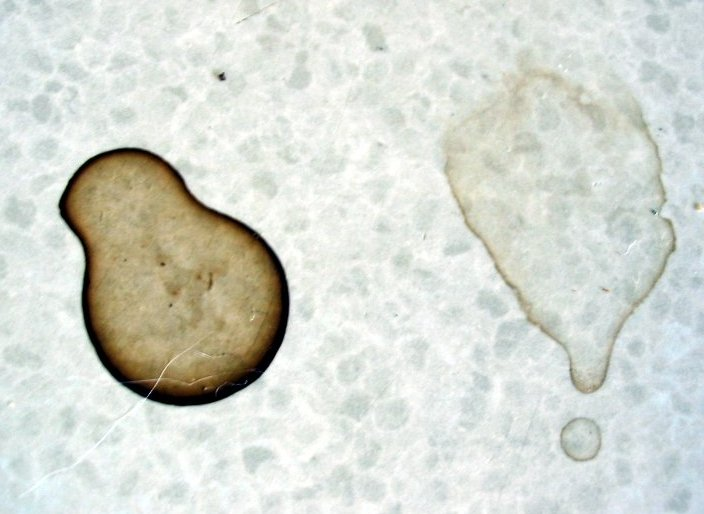
لکه‌های قهوه

لکه (به انگلیسی: Stain) تغییر رنگی است که به وضوح از سطح، ماده یا محیطی که روی آن یافت می‌شود قابل تشخیص است. آنها در اثر برهم‌کنش شیمیایی یا فیزیکی دو ماده غیرمشابه ایجاد می‌شوند. رنگ‌آمیزی تصادفی ممکن است باعث شود که مواد استفاده‌شده، تخریب‌شده یا برای همیشه ناپاک به نظر برسند. رنگ‌آمیزی عمدی در تحقیقات بیوشیمیایی و برای اثر هنری مانند رنگ‌آمیزی چوب، رنگ‌آمیزی زنگ‌زدگی و شیشه‌های رنگی به کار می‌رود.